# Dichelachne rara
Dichelachne rara là một loài thực vật có hoa trong họ Hòa thảo. Loài này được (R.Br.) Vickery mô tả khoa học đầu tiên năm 1951.